# Friday Night Lights
Friday Night Lights (bra: Tudo pela Vitória) é um filme americano, do gênero drama, estrelado por Billy Bob Thornton. O filme foi dirigido por Peter Berg e lançado em 8 de outubro de 2004. A trilha sonora do filme foi composta por Brian Reitzell, Explosions in the Sky e David Torn.

## Sinopse
O filme conta a história de um treinador de futebol americano que acompanha um time amador que, com muito esforço, tem como objetivo chegar à final do campeonato do estado do Texas.

## Elenco
- Billy Bob Thornton como Treinador Gary Gaines[1]
- Garrett Hedlund como Don Billingsley[1]
- Derek Luke como James "Boobie" Miles[1]
- Jay Hernandez como Brian Chavez[1]
- Lucas Black como Mike Winchell[1]
- Tim McGraw como Charles Billingsley[1]
- Lee Jackson III como Ivory Christian[1]
- Lee Thompson Young como Chris Comer[1]
- Connie Britton como Sharon Gaines[1]
- Amber Heard como Maria[1]
- Julius Tennon como Treinador Freddie James[1]